# Benz Patent Motorwagen
Vous lisez un « bon article » labellisé en 2008.
Le Benz Patent-Motorwagen Nummer 1 (ou Tricycle Benz 1), fabriqué par Carl Benz en 1885, est considéré par certains comme la première automobile de l'histoire, en raison du moteur à explosion qui constitue son système de propulsion. Pour d’autres, c'est en 1884 que la première automobile mue par un moteur à combustion interne quatre temps à pétrole, brevetée par Édouard Delamare-Deboutteville et Léon Malandain, parcourut ses premiers kilomètres. Par ailleurs, le British Royal Automobile Club et l'Automobile Club de France s'accordent à dire qu'il s'agit du fardier de Nicolas Joseph Cugnot.
Dès sa jeunesse, Benz eut l'idée d'une voiture qui, organiquement, allierait châssis et moteur et ne serait pas la simple adjonction d'un moteur à un véhicule existant déjà. Le premier tour d'essai public du prototype Benz eut lieu à Mannheim.
Cette voiture a de nombreux points communs avec les voitures modernes, comme son moteur à essence, l'allumage électrique, le carburateur, le radiateur à eau et le châssis.

## Historique

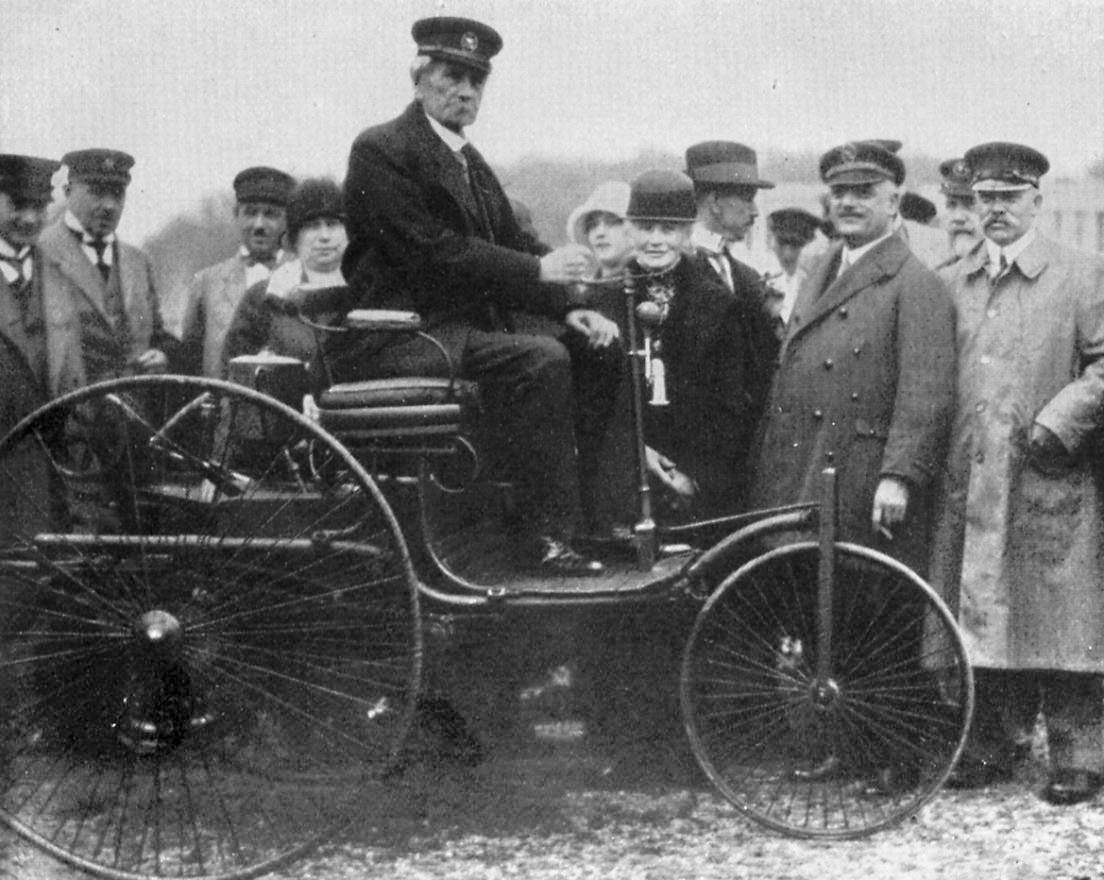
1914 : Carl Benz et son épouse Bertha qui a contribué à l'essor de l'engin.

### Développement
Après avoir développé avec succès, en 1873, un moteur alimenté au gaz, Carl Benz se focalise sur le développement d'un véhicule doté d'un moteur à combustion interne alimenté en pétrole. Son tricycle Benz 1 (Patent-Motorwagen ou Motor Car), présenté en 1886, est considéré comme la première véritable automobile industrielle, construite dès le départ pour être motorisée. Benz aurait terminé son premier Patent-Motorwagen en 1885. Il le présente au public le 3 juillet 1886 à Mannheim. Le véhicule est breveté en Allemagne sous le numéro 37 435, à la suite du mémoire déposé le 29 janvier 1886.
Il s'agit d'un tricycle à roue avant directrice. Le moteur est un monocylindre horizontal à arbre à cames vertical, pourvu d'un volant horizontal. Sa puissance de ³⁄₄ ch (550 W) pour 980 cm3 de cylindrée lui permet d'atteindre la vitesse de 12,8 km/h lors des premiers essais, avec un maximum d'environ 16 km/h par la suite.

### Premier voyage en automobile
Le 3 juillet 1886, Benz fait des essais publics satisfaisants. Bien que ses associés estiment qu'il ne s'occupe pas suffisamment des moteurs à gaz qui assurent la survie de la société, il persiste dans ses recherches, encouragé par la presse. En 1888, il présente une version plus robuste et en fait la démonstration, mais n’en vend cependant que deux exemplaires.
En août 1888, Bertha, l'épouse de Benz, prend la Motorwagen no 3 à l'insu de son mari et part, accompagnée de ses deux fils, Eugen et Richard, âgés de 15 et 14 ans, pour un voyage de 104 km à travers les villes de Heidelberg et Wiesloch, pour finalement rentrer chez elle à Pforzheim. Elle doit mettre la « main à la mécanique » à plusieurs reprises au cours de cette escapade, principalement au niveau du système de freinage, mais son plus gros souci est de trouver en route des pharmacies, qui sont alors seules à vendre de l'essence.

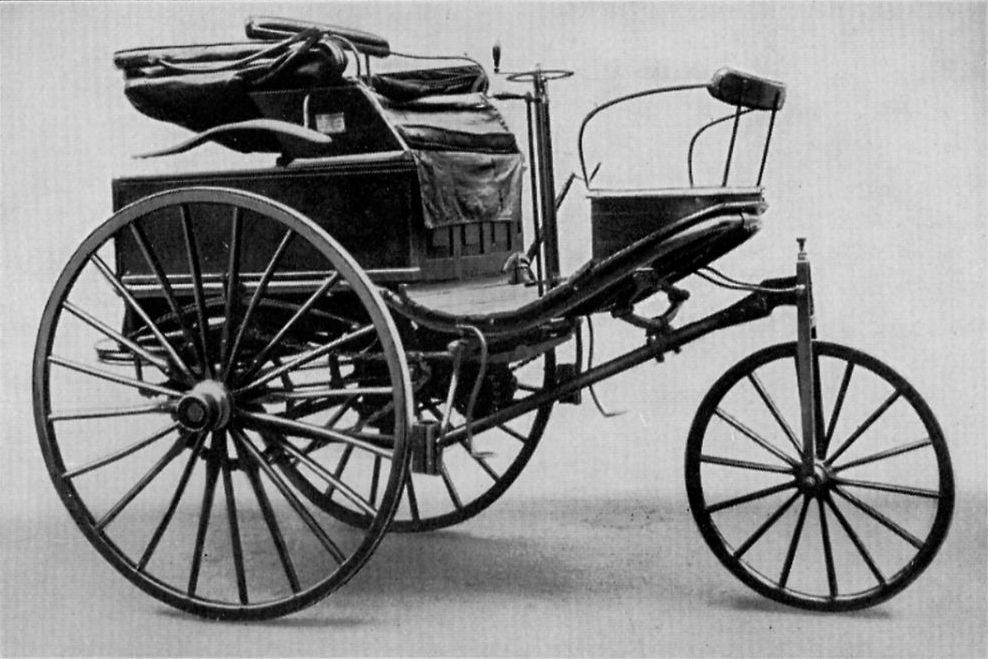
Motorwagen, modèle de « série », 1888.

### Épilogue
Quelques exemplaires sont fabriqués au cours de l'année 1886. En 1888, le tricycle de Benz est en vente, mais le public n'est guère enthousiasmé par la nouvelle création. Quand les acheteurs s'y intéressent finalement, après la réorganisation de l'entreprise en 1890, la Benz Motor Works devient une entreprise commerciale bénéficiaire. La même année, le Tricyle Benz 1 est présenté à l'Exposition de Munich, puis en 1889 à l'Exposition Universelle de Paris, en même temps que la Tour Eiffel. En 1894, Benz sort son second modèle, une voiture à quatre roues nommée Benz Velo.
Le véhicule original est aujourd'hui conservé et exposé à la section Transports du Deutsches Museum, à Munich.

## Technique

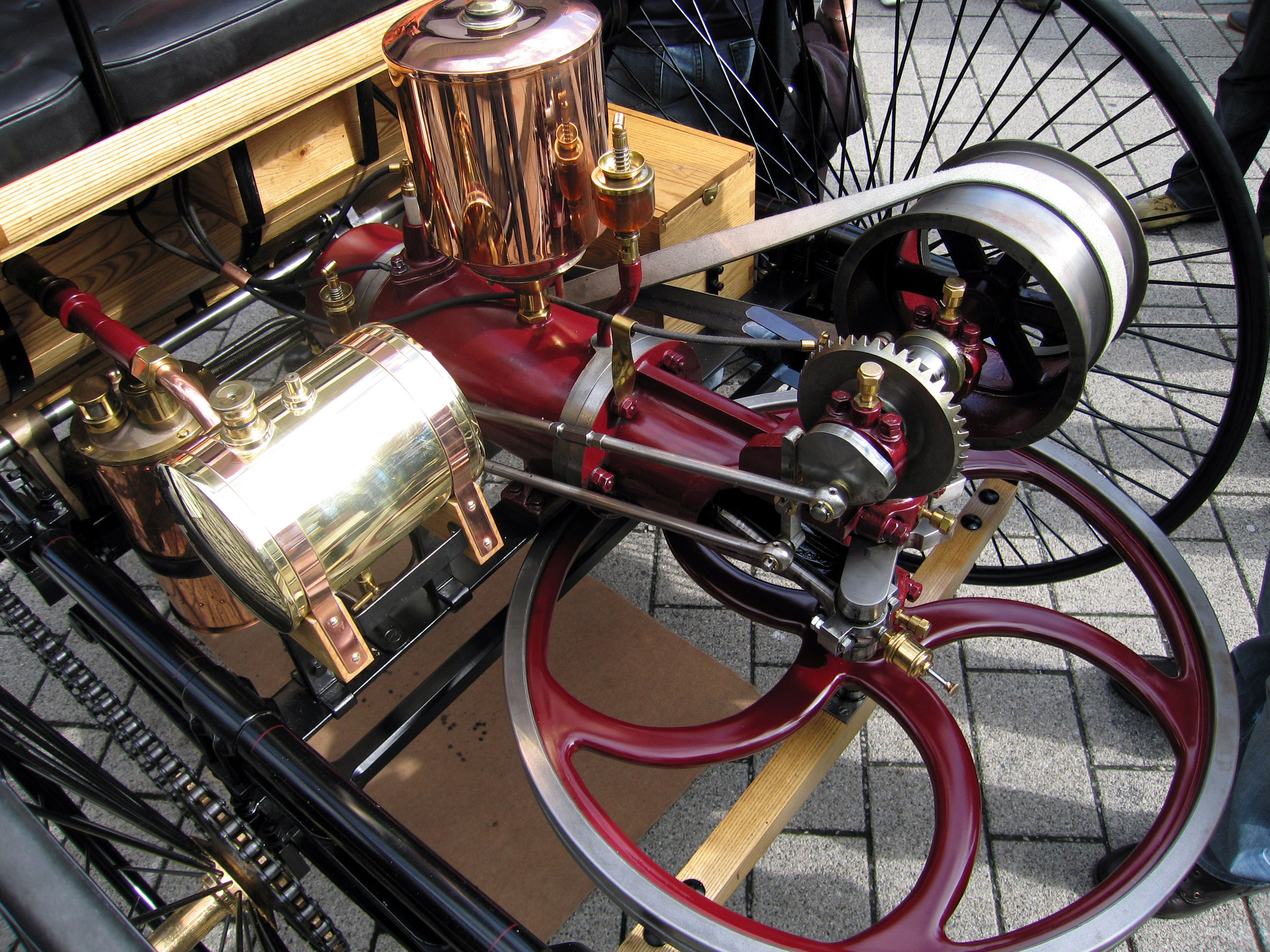
Vue de l'ensemble moteur, sur une réplique.

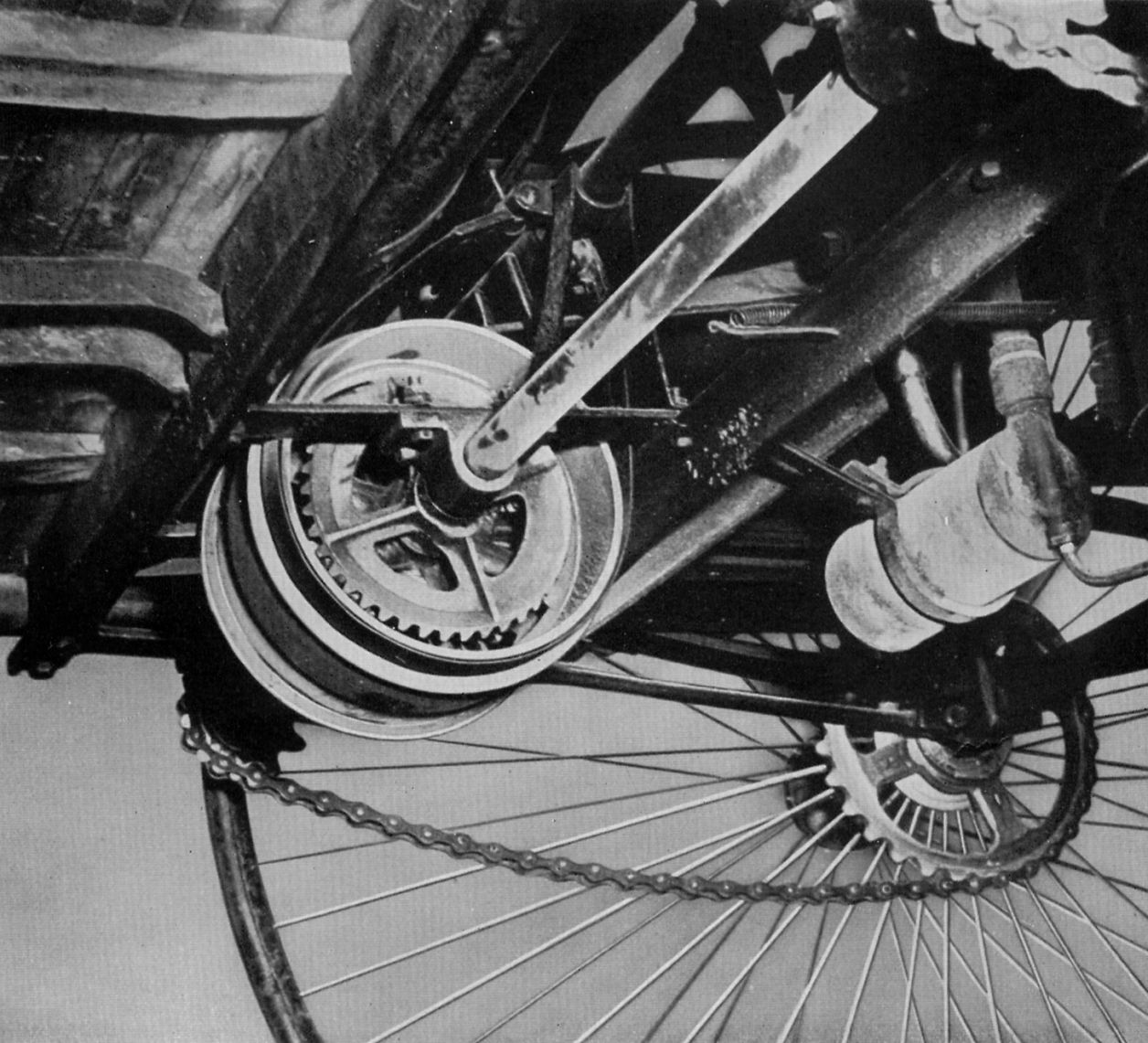
Vue de la transmission à courroie et chaînes, sur le véhicule original.

Grâce à l'adoption d'une unique roue à l'avant, Benz n'a pas à se préoccuper du problème de la direction. Le moteur entraîne les roues arrière de grande dimension au moyen d'une courroie plate et d'un arbre transversal porteur d’un différentiel et de chaînes latérales. Le volant moteur est monté horizontalement, bien que Benz craigne que par sa masse, il ne crée un mouvement gyroscopique affectant la direction. Benz voulait construire un véhicule à quatre roues, mais l'ingénieur, qui par ailleurs a résolu de nombreux problèmes sur la conception du moteur à combustion interne, n'a pas été en mesure d'élaborer un système satisfaisant.
Benz porte également ses efforts sur des aspects essentiels du véhicule, comme la répartition des masses, le refroidissement du moteur, le différentiel arrière et la boîte de vitesses. Afin que le moteur puisse tourner au ralenti, Benz travaille sur un système de deux poulies, l'une connectée de façon rigide à un contrepoids, l'autre tournant librement sur l'arbre. L'allumage est assuré par une batterie, une bobine et une bougie de sa fabrication. Le carburateur est une simple cuve dans laquelle les vapeurs d'essence volatile sont aspirées dans le cylindre avec le volume d'air nécessaire. Le régime du moteur est réglé par la quantité d’air admise.

### Structure
En dépit d'une conception plutôt primitive, la première Benz est loin d'être un simple « wagon » équipé d'un moteur. Le châssis du véhicule est façonné de tubes en acier et les grandes roues arrière sont jointes à celui-ci avec un véritable système de suspension. Malgré l'installation de pneus en caoutchouc, la mauvaise qualité des revêtements routiers contemporains est directement répercutée au conducteur et aux passagers. Carl Benz déposera le 24 octobre 1896 un nouveau brevet afin d'améliorer ces pneus.

### Spécifications
| Données de base        | Moteur monocylindre à quatre temps à refroidissement par eau, monté à l'arrière, avec grand volant moteur |
| Alésage × course       | 90 × 150 mm |
| Cylindrée              | 954 cm3 |
| Puissance              | 0,90 ch à 400 tr/min |
| Construction           | - Monocylindre horizontal, volant moteur horizontal - Admission des gaz par tiroir coulissant, commandé par arbre à excentrique - Soupape d'échappement verticale, commandée par disque à came, culbuteur et tige-poussoir - Mélange air/essence par carburateur à filtre - Refroidissement par évaporation (thermosiphon) - Lubrification par graisseur goutte à goutte avec réservoir - Allumage par vibreur électrique à haute tension - Lancement du moteur par le volant |
| Châssis                | - Cadre tubulaire en acier - Suspension avant à fourche, sans ressorts - Suspension arrière à essieu rigide à ressorts elliptiques - Direction à crémaillère, à guidon central - Pas de frein à pied, frein à main agissant sur courroie et poulie - Trois roues à rayons, diamètre avant : 730 mm, arrière : 1 125 mm, bandages en caoutchouc |
| Transmission           | - Une courroie plate du moteur à l'arbre de transmission comprenant une poulie fixe et une poulie libre à différentiel intégré - Une chaîne de chaque côté entre l'arbre de transmission et chacune des roues arrière |
| Changement de vitesses | Déplacement de la courroie entre la poulie fixe et la poulie libre |
| Vitesse maximale       | 16 km/h |
| Consommation           | env. 10 l/100 km |
| Empattement            | 1 450 mm |
| Voie                   | 1 190 mm |
| Longueur               | 2 700 mm |
| Largeur                | 1 400 mm |
| Hauteur                | 1 450 mm |
| Poids à vide           | 265 kg |